# Ланцут
Ла̀нцут (на полски: Łańcut) е град в Югоизточна Полша, Подкарпатско войводство. Административен център е на Ланцутски окръг, както и на селската Ланцутска община, без да е част от нея. Самият град е обособен в самостоятелна градска община с площ 19,42 км2.

## Население
Според данни от полската Централна статистическа служба, към 1 януари 2014 г. населението на града възлиза на 18 074 души. Гъстотата е 931 души/км2.